# Glenea siamensis
Glenea siamensis är en skalbaggsart som beskrevs av Charles Joseph Gahan 1897. Glenea siamensis ingår i släktet Glenea och familjen långhorningar. Inga underarter finns listade i Catalogue of Life.